# セントジョンズ郡 (フロリダ州)
セントジョンズ郡（英: St. Johns County）は、アメリカ合衆国フロリダ州の北東部に位置する郡である。人口は27万3425人（2020年）。郡庁所在地はセントオーガスティンであり、同郡で人口最大の町は未編入の町ポンテベドラビーチである。
セントジョンズ郡はジャクソンビル大都市圏に属している。過去10年間で、ジャクソンビル市で働く多くの人々が郡境を超えて家を新築したために、爆発的な人口増加が起きた。郡経済の基盤は観光業である。

## 歴史
セントジョンズ郡は、フロリダがアメリカ合衆国領になった1821年に設立された最初の2郡の1つである。当時国務長官のジョン・クィンシー・アダムズがスペインとの交渉を行い、アダムズ＝オニス条約が調印された。

## 地理
アメリカ合衆国国勢調査局に拠れば、郡域全面積は821.43平方マイル (2,127.5 km2)であり、このうち陸地609.01平方マイル (1,577.3 km2)、水域は212.42平方マイル (550.2 km2)で水域率は25.86%である。水域の大半は大西洋である。

### 隣接する郡

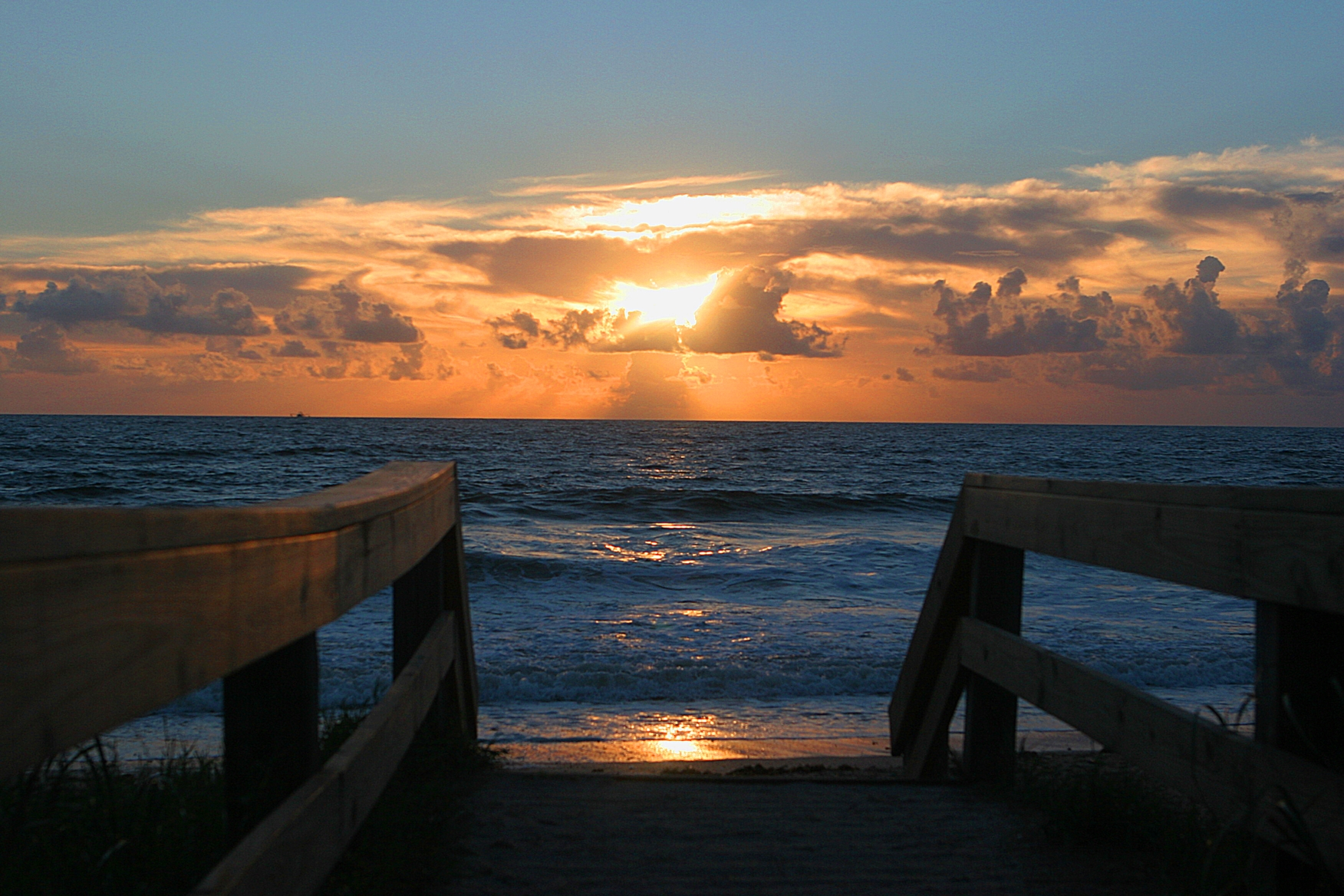
ポンテベドラビーチの日の出

- デュバル郡 - 北
- フラグラー郡 - 南
- パットナム郡 - 南西
- クレイ郡 - 西

### 国立保護地域
- カスティリョ・デ・サンマルコス国立保護区
- マタンザス砦国立保護区
- グアン・トロマト・マタンザス国立河口研究保存地

## 郡政府
セントジョンズ郡郡政委員会は選挙で選ばれる5人の委員で構成されている。委員会が郡管理官を指名する。環境と農業に関わる主要団体がセントジョンズ郡土壌・水保護地区であり、地域の他の機関と密接に連携している。

## 人口動態
以下は2000年国勢調査による人口統計データである。
| 基礎データ - 人口: 123,135人 - 世帯数: 49,614 世帯 - 家族数: 34,084 家族 - 人口密度: 78人/km2（202人/mi2） - 住居数: 58,008軒 - 住居密度: 37軒/km2（95軒/mi2） 人種別人口構成 - 白人: 90.92% - アフリカン・アメリカン: 6.29% - ネイティブ・アメリカン: 0.26% - アジア人: 0.95% - 太平洋諸島系: 0.05% - その他の人種: 0.55% - 混血: 0.97% - ヒスパニック・ラテン系: 2.63% 年齢別人口構成 - 18歳未満: 23.1% - 18-24歳: 7.0% - 25-44歳: 27.6% - 45-64歳: 26.4% - 65歳以上: 15.9% - 年齢の中央値: 41歳 - 性比（女性100人あたり男性の人口） - 総人口: 94.5 - 18歳以上: 91.5 | 世帯と家族（対世帯数） - 18歳未満の子供がいる: 29.2% - 結婚・同居している夫婦: 56.8% - 未婚・離婚・死別女性が世帯主: 8.9% - 非家族世帯: 31.3% - 単身世帯: 24.3% - 65歳以上の老人1人暮らし: 9.4% - 平均構成人数 - 世帯: 2.44人 - 家族: 2.90人 収入と家計 - 収入の中央値 - 世帯: 50,099米ドル - 家族: 59,153米ドル - 性別 - 男性: 40,783米ドル - 女性: 27,240米ドル - 人口1人あたり収入: 28,674米ドル - 貧困線以下 - 対人口: 8.0% - 対家族数: 5.1% - 18歳未満: 9.3% - 65歳以上: 6.2% |

## 都市と町

### 市
- セントオーガスティン - 郡庁所在地
- セントオーガスティンビーチ

### 町
- マリーンランド

### 未編入の町
| - ポンテベドラビーチ - バトラービーチ - クレセントビーチ - エルクトン - フラグラーエステイツ - フルートコーブ - ジュリントンクリーク（プランテーション） | - ヘイスティングス - ノカティ - パームバレー - ソーグラス - セントジョンズ - セントオーガスティンショアーズ | - セントオーガスティンサウス - スパッズ - サマーヘイブン - スウィッツァランド - ビラノビーチ - バーモントハイツ |

## 教育
セントジョンズ郡教育学区を5人の選挙で選ばれる委員で構成されるセントジョンズ郡教育委員会が管理している。委員会は郡内公立学校の運営を管理するために監督官を指名する。人口増加が激しいために高校の数は2000年から2008年の間に3倍になった。教育学区は州内でも評価が高く、州からはグレードA、グレートスクールズのウェブサイトからは満点の10点の評価を受けた。2008年から2009年の教育年度で、小学校18校、中学校7校、高校7校が入っている。
フロリダ州聾盲学校はフロリダ州が運営する公的支援全寮制学校である。

### 高等教育機関
- セントジョンズリバー州立カレッジ
- フラグラー・カレッジ、私立教養型カレッジ、セントオーガスティン中心街にある
- セントオーガスティン健康科学大学、理学療法と作業療法の教育施設

### 政府関連
- St. Johns County Board of County Commissioners official website
- St. Johns County Public Library System
- St. Johns County Supervisor of Elections
- St. Johns County Property Appraiser
- St. Johns County Sheriff's Office
- St. Johns County Tax Collector
- St. Johns County School Board

### 特殊地区
- St. Johns River Water Management District

### 司法関連
- St. Johns County Clerk of Courts
- Public Defender, 7th Judicial Circuit of Florida serving Flagler, Putnam, St. Johns, and Volusia counties
- Office of the State Attorney, 7th Judicial Circuit of Florida
- Circuit and County Court for the 7th Judicial Circuit of Florida
- St. Johns County Bar Association

### 観光
- St. Augustine, Ponte Vedra & the Beaches Visitor and Convention Bureau
- St. Johns County Chamber of Commerce

### メディア
- St. Johns County is served by two daily newspapers, the Florida Times-Union/jacksonville.com and The St. Augustine Record/staugustine.com.  The Ponte Vedra Recorder/pontevedrarecorder.com is a twice weekly paper serving northeast St. Johns County.
- Historic City News - Local news for St. Augustine and St. Johns County, FL

座標: 北緯29度55分 西経81度25分 / 北緯29.91度 西経81.41度